# ضفدع مونتي إيبيريا القزم
ضفدع مونتي إيبيريا القزم (بالإنجليزية: Monte Iberia eleuth)، واسمه العلمي: Eleutherodactylus iberia، هو نوع من الضفادع الصغيرة جدًا، يُعد واحدًا من أصغر أنواع الضفادع في العالم، ويُصنف ضمن عائلة حرات الأصابع. هذا الضفدع مستوطن في كوبا، وتحديدًا في منطقة مونتي إيبيريا الجبلية شرق البلاد.

## الاكتشاف
تم اكتشاف الضفدع لأول مرة عام 1993 في منطقة نائية ضمن غابات مونتي إيبيريا المطرية، من قبل فريق من علماء الحيوان بقيادة ألبرتو هيتون. وقد أدهش حجم الضفدع العلماء نظرًا لكونه لا يتجاوز طوله 10 ملم تقريبًا عند البلوغ، ما يجعله من أصغر الفقاريات المعروفة.

## التوزيع والموطن
يوجد هذا الضفدع فقط في موقعين معروفين في شرق كوبا:
- مونتي إيبيريا
- سييرا مايسترا

ويعيش ضمن الغابات المطيرة الرطبة، حيث يختبئ بين أوراق الأشجار المتساقطة والنباتات الأرضية. ونظرًا لمحدودية نطاقه الجغرافي واعتماده على بيئة خاصة جدًا، فهو مهدد بالانقراض.

## السلوك والتكاثر
مثل العديد من أنواع حرات الاصابع الأخرى، فإن هذا الضفدع لا يمر بمرحلة اليرقة (الشرغوف). بل تخرج صغاره من البيض مباشرة كضفادع صغيرة مكتملة النمو، وهي سمة تسمى "النمو المباشر".

## السمّية
أظهرت تحاليل أن ضفدع مونتي إيبيريا القزم يحتوي على مركبات سامة في جلده، يُعتقد أنها توفر له الحماية من المفترسات. ويُحتمل أن يحصل على هذه السموم من غذائه، مثل بعض الحشرات السامة التي يتغذى عليها.

## الحفظ
يصنف الاتحاد الدولي لحفظ الطبيعة (IUCN) هذا الضفدع ضمن الكائنات المهددة بالانقراض بشدة (CR)، بسبب:
- ضيق نطاق التوزيع الجغرافي
- تدهور موائله الطبيعية بسبب إزالة الغابات
- التغير المناخي

تبذل الجهود حاليًا من قبل الباحثين والسلطات الكوبية للحفاظ على ما تبقى من موائله الأصلية.